# Bart Deurloo
Bart Deurloo (Ridderkerk, Países Bajos, 23 de febrero de 1991) es un gimnasta artístico neerlandés, ganador de la medalla de bronce en el Mundial de Montreal 2017.
También ha participado en los mundiales de Londres 2009, Amberes 2013 y Glasgow 2015.

## Carrera deportiva
En el Mundial de Montreal 2017 consiguió una puntuación de 14,200 en barra fija, que le valió la medalla de bronce, quedando por detrás del croata Tin Srbić y de su compatriota Epke Zonderland.